# Ґлорія Ґевара
Ґлорія Ґевара Манзо (ісп. Gloria Guevara Manzo, 1967) — керівник бізнесу з досвідом роботи в приватному і державному секторах. Вона була Секретарем з туризму Мексики з березня 2010 року по 30 листопада 2012 року. Глорія почала свою професійну кар'єру в корпорації NCR в 1989 році і працює в ІТ-індустрії в різних ролях, працюючи для Північної Америки, Латинської Америки, Близького Сходу і Африки. З 1995 року вона працювала у подорожах та туризмі для Sabre Holdings, з мексиканського уряду і незалежно.

## Біографія
Народилася у Гвадалахарі (Мексика), дочка відставного генерала мексиканської армії Ґуставо Адольфо Ґевари Мартінеса і юриста Ґлорії Елізабет Манзо Лопес. Має двох сестер на імена Перла і Ванесса. Отримала ступінь бакалавра комп'ютерних наук в Університеті Анауак та MBA  в Келлоггській школі бізнесу Північно-Західного університету, отримувала освіту також в інших вишах. Одружена з Алехандро дель-Аренас Квірос, з яким має двох дітей, Кайлу та Алана.

## Кар'єра

### Індустрія подорожей
Працює у сфері подорожей з 1995 року. Займала різні позиції у Sabre Travel Network та Sabre Holdings впродовж 15 років, спочатку у Мехіко, а згодом у Флориді, відповідаючи за Латинську Америку та Карибський регіон. 
Канал CNN іспанською мовою та Expansion кілька років визнавали її однією з найбільш впливових жінок Мексики кілька років поспіль.

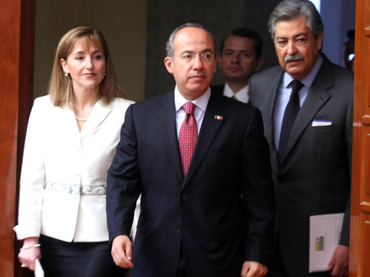
Секретар Ґевара, президент Феліпе Кальдерон, секретар Елізондо

### Посада у кабміні
10 березня 2010 президент Феліпе Кальдерон призначив Ґлорію на посаду державного секретаря з туризму, а через два тижні до її обов'язків увійшов нагляд за Ради туризму Мексики. Туристична галузь приносить 9% ВВП Мексики, де, згідно з INEGI, задіяно прямо 2,5 млн осіб і 5 млн опосередковано. За даними Всесвітньої туристичної організації, входить до десятки топ-10 туристичних дестинацій.
Під її керівництвом у секретаріаті у 2011 році було розроблено Національну угоду з туризму, — стратегічний план з розвитку всього сектору економіки з урахуванням роботи федерального уряду Мексики, губернаторів штатів, сенату, спілок, науковців, представників приватного сектору. Після фінансової кризи 2007-2008 років та пандемії грипу в Мексиці у 2009 році, країна повернулася до високих показників — у 2011 та 2012 роках Мексику відвідали 200 млн іноземних та внутрішніх туристів.

Президент США Барак Обама і Секретар туризму Мексики Ґлорія Ґевара з першою леді Чилі (ліворуч) та першою леді BCS

### Інші обов'язки
Ґлорія була CEO та головою правління Ради туризму Мексики і головою Fonatur. За час її головування було запущено кампанію зі зміни іміджу країни в онлайні, зв'язках з громадськістю та маркетингу.
Вона є спеціальним радником з урядових питань у Harvard T.H. Chan School of Public Health, також входить до Future of Travel and Tourism Global Agenda Council Всесвітнього економічного форуму, виступає на конференціях та надає консультації. Входить до рад кількох корпорацій.[джерело?]

## Відзнаки
- Good Neighbor Award[9] від Американсько-Мексиканської торгової палати
- відзнака Всесвітньої туристичної організації за внесок у розвиток сектору